# 白尾山蜂鸟属
白尾山蜂鳥属（学名：Urochroa），是雨燕目蜂鸟科的一个属。包含白尾山蜂鸟和铜腰白尾蜂鸟两个物种，模式物种为白尾山蜂鸟。